# Kivijärvi (sjö i Finland, Norra Österbotten, lat 64,13, long 26,22)
Kivijärvi är en sjö i Finland. Den ligger i kommunen Pyhäntä i landskapet Norra Österbotten, i den centrala delen av landet, 400 km norr om huvudstaden Helsingfors. Kivijärvi ligger 120,6 meter över havet. I omgivningarna runt Kivijärvi växer i huvudsak blandskog. Arean är 17,5 hektar och strandlinjen är 5,9 kilometer lång. Sjön  ingår i Siikajokis huvudavrinningsområde. 